# Mesosphaerum
Mesosphaerum, biljni rod iz porodiceusnatica smješten u podtribus Hyptidinae, dio tribusa Salviae. Opisan je u The Civil and Natural History of Jamaica in Three Parts 257, pl. 18, f. 3. 1756.  Sastoji se od 24 vrste u suptropskoj i tropskoj Americi. 
Tipična vrsta je Ballota suaveolens L., sinonim za jednogodišnju biljku Mesosphaerum suaveolens , aromatičan uspravan i krupan zeljasti grm, visine do 1,5 m.

## Vrste
1. Mesosphaerum argutifolium (Epling) Harley & J.F.B.Pastore
2. Mesosphaerum asperifolium (Standl.) Harley & J.F.B.Pastore
3. Mesosphaerum caatingense Harley & J.F.B.Pastore
4. Mesosphaerum chacapoyense (Briq.) Harley & J.F.B.Pastore
5. Mesosphaerum collinum (Brandegee) Harley & J.F.B.Pastore
6. Mesosphaerum diffusum (Epling) Harley & J.F.B.Pastore
7. Mesosphaerum diversifolium (Benth.) Kuntze
8. Mesosphaerum eriocephalum (Benth.) Kuntze
9. Mesosphaerum gymnocaulon (Epling) Harley & J.F.B.Pastore
10. Mesosphaerum irwinii (Harley) Harley & J.F.B.Pastore
11. Mesosphaerum lachnosphaerium (Epling) Harley & J.F.B.Pastore
12. Mesosphaerum marrubiifolium (Epling & Mathias) Harley & J.F.B.Pastore
13. Mesosphaerum melissoides (Kunth) Kuntze
14. Mesosphaerum oblongifolium (Benth.) Kuntze
15. Mesosphaerum obtusatum (Benth.) Kuntze
16. Mesosphaerum pectinatum (L.) Kuntze
17. Mesosphaerum perbullatum (Fern.Alonso) Harley & J.F.B.Pastore
18. Mesosphaerum pilosum (Benth.) Kuntze
19. Mesosphaerum pseudoglaucum (Epling) Harley & J.F.B.Pastore
20. Mesosphaerum purdiei (Benth.) Kuntze
21. Mesosphaerum septentrionale (Epling) Harley & J.F.B.Pastore
22. Mesosphaerum sidifolium (L'Hér.) Harley & J.F.B.Pastore
23. Mesosphaerum suaveolens (L.) Kuntze
24. Mesosphaerum urticoides (Kunth) Kuntze